# Al-Hakf
Al-Hakf (arab. الحقف) – wieś w Syrii, w muhafazie As-Suwajda. W 2004 roku liczyła 455 mieszkańców.